# Julen Guerrero
Julen Guerrero López, född 7 januari 1974, är en före detta spansk fotbollsspelare som under hela sin karriär representerade Athletic Bilbao i La Liga mellan åren 1992 och 2006. Han spelade som offensiv mittfältare och gjorde 101 mål på 372 matcher för klubben. Han var närmast kultförklarad bland fansen för sin lojalitet till klubben då flera storlag i Europa visade intresse för hans tjänster. Julen Guerrero debuterade för Spaniens landslag som nittonåring 1993 och medverkade senare i VM 1994 i USA, VM 1998 i Frankrike samt EM 1996 i England. Sammanlagt spelade han 41 landskamper för Spanien.